# Juarez Guimarães de Brito
Juarez Guimarães de Brito (Belo Horizonte, 22 de janeiro de 1938 – Rio de Janeiro, 18 de abril de 1970) foi um sociólogo e guerrilheiro brasileiro, integrante da luta armada contra a ditadura militar instalada no Brasil em 1964. Codinome "Juvenal" na clandestinidade, foi um dos mais proeminentes membros das guerrilhas de extrema-esquerda que atuavam no país no período, integrante e dirigente das organizações   Polop, COLINA, VAR-Palmares e VPR. Comandante da  maior operação armada para obtenção de recursos financeiros ocorrida em todo o ciclo da guerrilha urbana nos anos 60–70, o roubo do  "cofre do Adhemar", suicidou-se ao ser emboscado numa operação policial em abril de 1970, no Rio de Janeiro.

## Biografia
Mineiro da capital, passou parte da infância no Maranhão, quando seu pai, o engenheiro Jayme Ferreira de Brito, foi secretário da Agricultura daquele estado. De volta a Belo Horizonte, estudou no colégio Batista e formou-se em Sociologia na Universidade Federal de Minas Gerais em 1962, quando também casou-se com Maria do Carmo Brito, colega de faculdade que havia conhecido fugindo da polícia após uma manifestação estudantil. Na época da universidade, começou a militar na política e integrou a Juventude socialista do PSB atuando junto a sindicatos de trabalhadores onde organizava cursos de história. Em 1963 mudou-se para Goiás, onde trabalhou como professor da Universidade Federal de Goiás; no ano seguinte, foi morar em Recife, Pernambuco, empregado na SUDENE.
Militante político de esquerda, com o golpe militar de 1964 foi preso e passou cinco meses detido; depois de solto, mudou-se para o Rio de Janeiro. Em 1968 entrou na luta armada liderando um grupo dissidente da Organização Revolucionária Marxista Política Operária (Polop) mineiro que formou o Comando de Libertação Nacional (Colina), responsável por diversas ações armadas, principalmente assaltos a banco no Rio e em Belo Horizonte, para obter recursos para compra de armas, munição, comida e aluguel de "aparelhos" para seus integrantes que viviam na clandestinidade. Com a fusão do COLINA com a Vanguarda Popular Revolucionária VPR no ano seguinte, que deu origem à VAR-Palmares (VAR-Palmares), Juarez foi um dos dirigentes da nova organização.
Ele e a mulher Maria do Carmo, codinome "Lia" na clandestinidade, planejaram e lideraram a execução do mais ousado e lucrativo assalto dos anais da guerrilha urbana brasileira, o chamado "roubo do  cofre do Adhemar". Em 18 de julho de 1969, um grupo liderado por ele invadiu a casa em Santa Teresa do cardiologista Aarão Burlamaqui Benchimol, irmão de Ana Benchimol Capriglione, ex-amante do governador de São Paulo Adhemar de Barros – conhecido pelo bordão popular "rouba mas faz" – falecido quatro meses antes, e roubou um cofre de 350 quilogramas onde encontraram 2,5 milhões de dólares, produto de proprinas recebidas pelo governador paulista numa fraude envolvendo vacinas, e escondidas na casa do irmão de sua ex-amante, na maior apropriação financeira feita por um grupo guerrilheiro no mundo até aquela época.
Um dos integrantes da subversão mais procurados pelas forças de repressão do regime, em 18 de abril de 1970 Juarez e sua mulher foram de carro ao encontro de um companheiro que havia faltado a um apontamento anterior, Wellington Moreira Diniz, preocupados com seu desaparecimento. No local do encontro marcado, esquina das ruas Jardim Botânico e General Tasso Fragoso, no bairro do Jardim Botânico, Wellington foi visto dentro de um jipe e sinalizou aos companheiros, mostrando que havia algo errado. Ele havia sido preso dias antes e torturado por três dias no DOI-Codi da Rua Barão de Mesquita, comando da Polícia do Exército, mas nada disse aos torturadores. Seus passos e o encontro com Juarez, marcados antes de sua prisão, já eram do conhecimento de um infiltrado dentro da organização, "Luciano", codinome do agente do Cenimar da Marinha Manoel Antônio Mendes Rodrigues, que passou o local do encontro às forças da repressão. O fusca bege do casal foi fechado por um carro de agentes que já desceram atirando no carro, já cercado por mais de trinta policiais. Ferido no braço e no abdômen, Juarez tomou a pistola da mulher e suicidou-se com um tiro no ouvido, cumprindo um pacto do casal de que não seriam pegos vivos. Ferida, Maria do Carmo foi presa, torturada e banida do Brasil meses depois em troca da vida do embaixador alemão  Ehrenfried vom Holleben, sequestrado por outro grupo guerrilheiro.